# Joseph Fischer (1769-1822)
Pour les articles homonymes, voir Joseph Fischer et Fischer.
Joseph Fischer, né le 30 janvier 1769 Vienne et mort le 5 septembre 1822 dans la même ville, est un peintre et graveur autrichien.

## Biographie
Joseph Fischer naît le 30 janvier 1769 à Vienne.

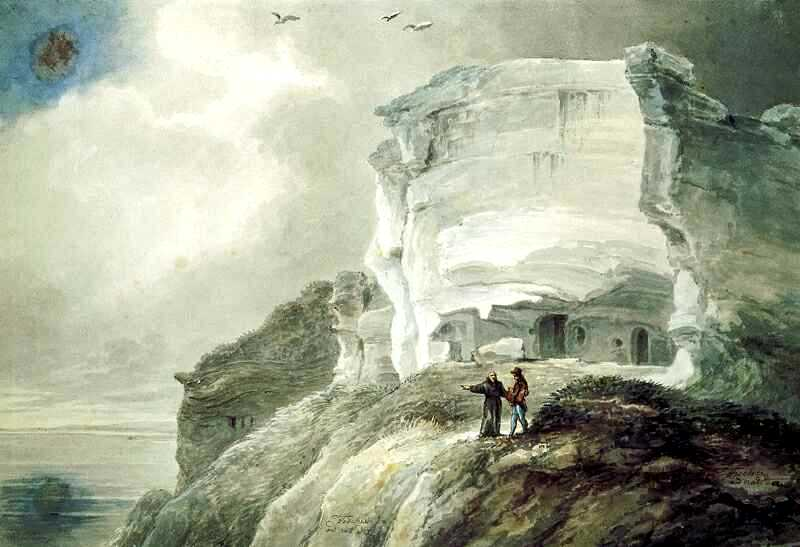
Grottes d'ermites (aquarelle, n. d.).

Il étudie la peinture et la gravure avec Johann Christian Brand et Jacob Matthias Schmutzer à l'Académie de sa ville natale. En 1802, il entreprend un voyage à Paris où il exécute des gravures pour une édition des œuvres illustrées de Racine, ainsi que pour les premiers volumes du Musée Napoléon (éditions Filhol et Grandsire). En 1803, il est à Londres, produisant des lithographies destinées aux collections du prince Esterhazy, pour lequel, une fois revenu à Vienne, il est nommé responsable de ses collections.
Il devient ensuite professeur à l'académie viennoise en 1821. Parmi ses peintures à la galerie de Vienne, se trouvent une vue de Vienne et un paysage. Parmi ses meilleurs gravures, on cite : Le Christ dans le Temple, d'après Ribera (1793) ; La femme adultère, d'après Füger ; Le portrait du Corrège.
Joseph Fischer meurt le 5 septembre 1822 dans sa ville natale.